# Amstel Gold Race 1999
L'Amstel Gold Race 1999, trentaquattresima edizione della corsa, valida come prova della Coppa del mondo di ciclismo su strada, si svolse il 24 aprile 1999 su un percorso di 253 km, con partenza ed arrivo a Maastricht. Fu vinta dall'olandese Michael Boogerd, che terminò in 6h 37' 23".
Al traguardo 84 ciclisti completarono la gara.

## Squadre partecipanti
| N.      | Cod. | Squadra                               |
| ------- | ---- | ------------------------------------- |
| 1-8     | PST  | Post Swiss Team                       |
| 11-18   | MAP  | Mapei-Quick Step                      |
| 21-28   | LOT  | Lotto-Mobistar                        |
| 31-38   | RAB  | Rabobank                              |
| 41-48   | CSO  | Casino-Ag2r                           |
| 51-58   | TVM  | TVM-Farm Frites                       |
| 61-68   | C.A  | Crédit Agricole                       |
| 71-78   | KEL  | Kelme-Costa Blanca                    |
| 81-88   | COF  | Cofidis, le Crédit par Téléphone      |
| 91-98   | PLT  | Team Polti                            |
| 101-108 | SAE  | Saeco-Cannondale                      |
| 111-118 | FES  | Festina-Lotus                         |
| 121-128 | CTA  | Cantina Tollo-Alexia Alluminio Italia |

| N.      | Cod. | Squadra                      |
| ------- | ---- | ---------------------------- |
| 131-138 | FDJ  | Française des Jeux           |
| 141-148 | VIT  | Vitalicio Seguros            |
| 151-158 | TEL  | Team Deutsche Telekom        |
| 161-168 | BAN  | Banesto                      |
| 171-178 | ONC  | ONCE-Deutsche Bank           |
| 181-188 | MER  | Mercatone Uno-Bianchi        |
| 191-198 | LAM  | Lampre-Daikin                |
| 201-208 | VIN  | Vini Caldirola-Sidermec      |
| 211-218 | RIS  | Riso Scotti-Vinavil          |
| 221-228 | USP  | US Postal Service            |
| 231-238 | AMI  | Amica Chips-Costa de Almería |
| 241-248 | BAT  | Batavus-Bankgiroloterij      |

## Ordine d'arrivo (Top 10)
| Pos. | Corridore           | Squadra       | Tempo    |
| ---- | ------------------- | ------------- | -------- |
| 1    | Michael Boogerd     | Rabobank      | 6h37'23" |
| SQ   | Lance Armstrong     | US Postal     | s.t.     |
| 3    | Gabriele Missaglia  | Lampre        | a 16"    |
| 4    | Maarten den Bakker  | Rabobank      | s.t.     |
| 5    | Laurent Roux        | Casino        | s.t.     |
| 6    | Léon van Bon        | Rabobank      | a 46"    |
| 7    | Markus Zberg        | Rabobank      | s.t.     |
| 8    | Gian Matteo Fagnini | Saeco         | a 51"    |
| 9    | Daniele Nardello    | Mapei         | s.t.     |
| 10   | Marco Velo          | Mercatone Uno | a 54"    |